# Commissione per i diritti umani
La Commissione per i diritti umani era un organo dell'ONU istituito nel 1946 con la risoluzione n. 5(I) del Consiglio economico e sociale delle Nazioni Unite (Ecosoc) dell'ONU in base all'art.68 dello statuto ONU. 
Nel 2006 la commissione ha cessato di esistere come tale, trasformandosi nel Consiglio per i diritti umani delle Nazioni Unite.

## Composizione e funzione
Era composta da rappresentanti dei governi di 53 Stati, scelti a rotazione fra tutti i membri ONU, e il suo scopo era quello di promuovere ed incoraggiare concretamente il rispetto dei diritti umani e delle libertà fondamentali: il suo primo incarico appena riunitasi fu di redigere il testo della Dichiarazione universale dei diritti umani. La Commissione si riuniva a Ginevra in febbraio una volta l'anno: i suoi lavori duravano circa sei settimane. Il lavoro della Commissione, avrebbe dovuto portare all'elaborazione in tempi brevi sia della Dichiarazione, ma anche di accordi internazionali, che avessero quindi valore vincolante. Solo in un secondo momento, nel 1966 si arrivò alla sottoscrizione dei patti internazionali, due trattati separati, il primo sui diritti civili e politici, il secondo sui diritti economici, sociali e culturali.
Pur essendo costituita da rappresentanti governativi, la Commissione era sempre molto aperta ai contributi esterni specialmente delle ONG, che potevano sedere allo stesso tavolo con i governi e presentare documenti scritti.

## Storia della commissione
Il lavoro della commissione nel suo primo ventennio di vita consisté soprattutto nello stabilire degli standard per i diritti umani sanciti dalla Dichiarazione Universale, e nella creazione degli strumenti giuridici necessari: coronamento di questo sforzo è stato nel 1966 l'adozione, da parte dell'Assemblea generale delle Nazioni Unite, del Primo Protocollo Convenzione Internazionale sui Diritti Civili e Politici e del Patto internazionale sui diritti economici, sociali e culturali: questa adozione generalizzata degli standard elaborati dalla commissione le fruttò il riconoscimento da parte dell'Ecosoc della competenza ad occuparsi delle violazioni dei diritti umani (prima la commissione non poteva farlo) e ad adottare risoluzioni in materia.
Da allora il lavoro della commissione si moltiplicò: le sue risoluzioni furono un importante strumento di valutazione della condotta degli Stati e degli organismi in materia di rispetto dei diritti umani e guidarono l'azione internazionale sia dei governi sia delle ONG. Per deliberare le sue risoluzioni la Commissione poteva avvalersi di gruppi di esperti specificamente ingaggiati e inviati in missioni informative nelle zone di interesse, che poi relazionavano di fronte alla commissione stessa; la prima missione informativa fu creata nel 1967 sul Sudafrica, e da allora divenne la prassi comune di lavoro di questo organo dell'ONU: in totale furono istituite decine di missioni informative in altrettanti paesi del mondo durante la vita della commissione.
Verso la fine del XX secolo la Commissione iniziò a fornire ai paesi membri anche assistenza tecnica, linee guida e consulenza sui diritti umani, sfruttando il know-how accumulato nei trent'anni di lavoro nel campo. Negli ultimi anni di vita, molta enfasi venne posta soprattutto sui diritti economici, culturali e sociali - per esempio il diritto allo sviluppo e a un miglior tenore di vita, i diritti delle minoranze, dei bambini, diritto alla pace e alla sicurezza, diritti delle donne: queste priorità furono anche stabilite ufficialmente nella Dichiarazione e nel Programma d'azione della Conferenza sui diritti umani di Vienna del 1993, che si occupò approfonditamente dello sviluppo, della democrazia e della condizione femminile, non solo al rispetto per tutti i generi sessuali e razziali questi sono temi che hanno assunto una rilevanza inedita nel nuovo millennio.